# Maia Lund
Maia Emilie Lund (16 de marzo de 1995) es una deportista noruega que compite en remo. Ganó una medalla de plata en el Campeonato Europeo de Remo de 2025, en la prueba de scull individual ligero.

## Palmarés internacional
| Campeonato Europeo | Campeonato Europeo | Campeonato Europeo | Campeonato Europeo      |
| Año                | Lugar              | Medalla            | Prueba                  |
| ------------------ | ------------------ | ------------------ | ----------------------- |
| 2025               | Plovdiv (Bulgaria) | Medalla de plata   | Scull individual ligero |